# فرودگاه پاول لیک آبی
فرودگاه پاول لیک آبی (به انگلیسی: Powell Lake Water Aerodrome) یک فرودگاه همگانی با کد یاتا WPL است که یک باند فرود آب دارد. این فرودگاه در کشور کانادا قرار دارد و در ارتفاع ۵۶ متری از سطح دریا واقع شده است.